# DiaSorin
DiaSorin S.p.A. è una multinazionale italiana di biotecnologie che produce e commercializza kit di reagenti diagnostici in vitro utilizzati nell'immunodiagnostica e nella diagnostica molecolare. Dal 2021 è attiva a livello internazionale anche nel settore Life Science. È a capo di un gruppo composto da 45 società e 4 succursali estere e produce i propri test in 10 siti produttivi dislocati in Europa e Stati Uniti.
La società, fondata nel 1968, è quotata dal luglio 2007 presso la Borsa Italiana dove è presente nell'indice FTSE MIB.
Il gruppo è principalmente operativo nello sviluppo, produzione e commercializzazione di test per la diagnosi utilizzati dal mondo medico per approfondire i valori dei pazienti, comprenderne lo stato di salute o monitorare la progressione di patologie.
Le tecnologie su cui si basano i test prodotti da Diasorin sono due: l'immunodiagnostica e la diagnostica molecolare. Queste due tecnologie funzionano su piattaforme automatizzate che vengono sviluppate direttamente dall'azienda insieme ad altre aziende partner.

## Storia

### Le origini
Le origini della società risalgono al 1968, quando in provincia di Vercelli su iniziativa della Fiat e di Montecatini, venne fondata la "Sorin Biomedica" da parte della "Società Ricerche Impianti Nucleari - Sorin", che grazie ai tecnici italiani, formatisi negli Stati Uniti, si specializza nello sviluppo delle apparecchiature biomedicali dedicate al business della diagnostica in vitro.
Nel 1997 American Standard International acquisisce il business di medicina diagnostica di Sorin Biomedica e ImmunoNuclear Corporation (Incstar, Inc.), società di diagnostica basata a Stillwater, in Minnesota, creando il Medical System Group of American Standard a cui viene poi aggiunta Sienna Biotech, Inc. La società, nel frattempo, viene ridenominata Diasorin. L'origine del nome mantiene l'acronimo di Sorin, "Società ricerche impianti nucleari", l'azienda costituita negli anni sessanta, e Dia che sta per Diagnostica.
Nel 2000, attraverso un'operazione di management buyout guidata dagli italiani Carlo Rosa (laurea in chimica, esperienza negli USA e direttore strategie e marketing della società), effettuata con altri tre dirigenti e supportata da Gustavo Denegri (un imprenditore che, dopo aver fondato una società nella componentistica auto, ha diretto la Piaggio sino al 1994 per poi dare vita a Iniziativa Piemonte), DiaSorin esce dal Gruppo American Standard International.

### Acquisizioni ed evoluzione strategica
Un anno dopo il management buyout, avviene la prima acquisizione: Diasorin acquisisce BYK-Sangtec insieme ai diritti per la piattaforma "Liaison", basata sulla tecnologia della chemiluminescenza (CLIA). Contestualmente prende l'avvio anche il processo di conversione dei test dalla tecnologia ELISA (test non interamente automatizzati) alla più moderna CLIA (test automatizzati). In seguito apre filiali in Cina, Messico e Israele, nel 2008 acquisisce Biotrin, leader mondiale per il test Parvovirus, e da Eiken Chemical la licenza e l'uso della tecnologia "LAMP" da Eiken Chemical, entrando così ufficialmente nel business molecolare.
Nel 2010 rileva Murex e la linea di prodotti ELISA di Abbott Laboratories, nel 2011 acquisisce NorDiag, specializzata nell'estrusione di acidi nucleici, e nel 2012 apre una filiale in India. Nel 2014 sono approvati in Cina i test per le epatiti e retrovirus, mentre negli Stati Uniti è prolungato l'accordo con Laboratory Corporation e sono introdotti anche i primi test per le diagnosi delle leucemie.
Nel 2015 sigla l'accordo di distribuzione commerciale con Beckman Coulter per le epatiti e l'HIV in Cina, esteso nell'anno successivo agli USA. Nel 2016 rileva per 300 milioni negli Stati Uniti (dove è già presente con un impianto produttivo a Stillwater, nel Minnesota) da Quest Diagnostic il ramo d'azienda di immunodiagnostica e diagnostica molecolare di Focus Diagnostics con un centro ricerche e un impianto a Cypress, in California: qui viene trasferita una parte (il settore dei test molecolari) delle attività del centro ricerche chiuso in Irlanda (un centinaio di dipendenti) mentre l'altra parte (le attività nell'immunodiagnostica) è trasferita a Saluggia. Nel settembre 2017 la società rileva da Siemens Healthineers per 47,5 milioni il portafoglio di test Elisa per una ventina di malattie infettive; si accorda inoltre, nello stesso anno, per una partnership con Qiagen per offrire una soluzione automatizzata per la diagnosi della tubercolosi attraverso il test QuantiFERON-TB Gold Plus disponibile sugli analizzatori LIAISON. Nel 2018 l'azienda di Saluggia sigla una partnership con Meridian per la distribuzione del test Helicobacter pylori in USA e Gran Bretagna e lo sviluppo di nuovi test del pannello gastro-intestinale. Nello stesso anno le azioni DiaSorin entrano nell'indice FTSE MIB. Nel 2019 si assiste al lancio commerciale di LIAISON® XS e viene approvazione il Test della Tubercolosi Latente in Europa e negli Stati Uniti.
Nel 2020 DiaSorin firma un accordo di licenza esclusiva con Ttp per l'automazione di test diagnostici molecolari su una piattaforma Point-of-Care. A settembre 2020 DiaSorin e MeMed avviano una partnership strategica per lo sviluppo e la commercializzazione di una soluzione diagnostica basata sulla risposta immunitaria dei pazienti per distinguere le infezioni di origine batterica e virale. A gennaio 2021 DiaSorin lancia con marchio CE il test LIAISON SARS-CoV-2 TrimericS IgG, in grado di rilevare l'intero spettro della risposta immunitaria naturale al virus SARS-CoV-2.  A febbraio 2021 Diasorin riceve l'approvazione alla commercializzazione dei test Liaison Lyme IgM e Liaison Lyme IgG da parte dell'FDA statunitense. I due nuovi test si aggiungono all'esistente test quantitativo automatizzato Liaison Lyme Total Antibody Plus per l'identificazione degli anticorpi IgG e IgM specifici contro la Borrelia burgdorferi. I test Liaison Lyme IgM e Liaison Lyme IgG utilizzano la tecnologia della chemiluminescenza (CLIA) per l'identificazione di anticorpi specifici, rispettivamente, IgM e IgG contro il batterio che provoca la malattia di Lyme. L'utilizzo combinato dei test offre un'elevata affidabilità dei risultati e consente ai laboratori di eseguire un primo step di screening diagnostico per la malattia di Lyme, come raccomandato dal Centers for Disease Control and Prevention, utilizzando algoritmi a due livelli standard. Ad aprile 2021 DiaSorin ha lanciato la piattaforma di immunodiagnostica Point-of-Care LIAISON IQ, sviluppata in partnership con Lumos Diagnostics e il primo test sierologico per l'identificazione degli anticorpi contro il SARS-CoV-2. Nello stesso mese, in partnership con QIAGEN, DiaSorin ha lanciato nei mercati che accettano la marcatura CE il test LIAISON LymeDetect per la diagnosi precoce della Borreliosi di Lyme, basato sulla tecnologia quantiFERON. A maggio 2021 DiaSorin ha lanciato un test molecolare per l'identificazione rapida delle mutazioni associate alle varianti del SARS-CoV-2 e un ulteriore test disponibile sulla piattaforma LIAISON IQ, per l'identificazione dell'antigene del SARS-CoV-2. Il 14 luglio 2021 DiaSorin annuncia il completamento dell'acquisizione di Luminex Corporation.

## Tecnologie
Il team di ricerca di circa 200 persone è dedicato allo sviluppo di soluzioni per i test di specialità per il supporto a medici e responsabili di laboratorio nell'elaborazione delle diagnosi di malattie anche di nicchia. Le tecnologie sviluppate sono aperte all'interconnessione con piattaforme di altri operatori diagnostici.

### I kit di analisi
I test DiaSorin sono in grado di rilevare nel campione prelevato dal paziente la presenza di uno specifico elemento, come virus, ormoni, ecc., anche in minime quantità.
I kit di analisi di DiaSorin sono destinati ai seguenti settori dell'immunodiagnostica di specialità:
• Malattie infettive
• Infezioni gastrointestinali
• Metabolismo osseo e minerale
• Endocrinologia
• Ipertensione
• Oncologia
• Onco-ematologia
• Autoimmunità

### Le piattaforme di immunodiagnostica

#### LIAISON XL
Il LIAISON XL permette di analizzare i test diagnostici di specialità ad alta automazione offerti da DiaSorin, sia in modalità stand alone sia utilizzando sistemi di Laboratory Automation Systems prodotti da altre aziende.

#### LIAISON XS
L'analizzatore LIAISON XS, attualmente disponibile per i paesi europei, è progettato per i laboratori di analisi con necessità di throughput medio-basso che possono usufruire di questa nuova piattaforma per specifiche necessità legate ai test di specialità.

### La piattaforma di diagnostica molecolare
LIAISON MDx
Strumento di diagnostica molecolare che può essere utilizzato sia in associazione con il consumabile "Direct Amplification Disc (DAD)" per risultati veloci "on demand" e ottenibili in laboratori anche a bassa specializzazione, così come in contesti di urgenza per l'identificazione, ad esempio, di pazienti da isolare all'interno del contesto ospedaliero; sia in associazione con il consumabile "Universal Disc (UD)" per ottenere risultati di routine, di screening o ad alto throughput.

### Liason Plex
Liaison Plex Yeast Blood Culture Assay è stato approvato dalla Fda a giugno 2024, seguito dal Liaison Plex GramNegative Blood Culture Assay ad aprile 2025.

## Presenza geografica
Nel 2020 DiaSorin realizza i ricavi (881,3 milioni di euro) in Europa e Africa per il 44,4%, negli Stati Uniti e Canada per il 40,5%, in Asia e Oceania per il 11,4%, in America Latina per il 3,6%. Le vendite riguardano per il 54,3% i test CLIA  (test interamente automatizzati relativi a malattie infettive, epatiti e retrovirus, infezioni gastrointestinali, marcatori cardiaci, test del metabolismo osseo ed endocrinologici), per il 7,4% i test ELISA (parzialmente automatizzati), per il 29,4% i test di diagnostica molecolare, per l'8,9% le apparecchiature diagnostiche.
Gli stabilimenti produttivi si trovano a Saluggia e Gerenzano in Italia, Dietzenbach in Germania, Stillwater e Cypress negli USA, Dartford nel Regno Unito.
È stato chiuso il centro di ricerche di Dublino in Irlanda, trasferito in parte in California e in parte a Saluggia.
La commercializzazione dei prodotti del Gruppo nei mercati europei, statunitense, messicano, brasiliano, cinese, australiano e israeliano viene gestita principalmente dalle società commerciali appartenenti al Gruppo DiaSorin. Nei Paesi in cui il Gruppo non ha una presenza diretta, viene utilizzata una rete internazionale composta da oltre 200 distributori indipendenti.

## Attività di Corporate Social Responsibility
DiaSorin supporta lo sviluppo della comunità locale principale in cui opera, il Piemonte, attraverso una serie di progetti gestiti a livello Corporate. Tali progetti si inseriscono nell'ambito della più ampia gestione dei progetti di Corporate Social Responsibility (CSR) sviluppati a livello centrale secondo tre obiettivi: favorire la passione per la scienza; incoraggiare il talento delle persone; creare un impatto positivo (es. sull'ambiente, sulla salute e sul benessere delle persone, ecc.).
In questo contesto, nel 2015 DiaSorin ha avviato il Progetto Pinocchio, dedicato a migliorare le condizioni di degenza dei bambini negli ospedali pediatrici. Sono stati distribuiti dei tablet per permettere loro di continuare la propria istruzione e sono stati realizzati degli interventi migliorativi all'interno dell'ospedale Regina Margherita di Torino e Gaslini di Genova.
Diasorin promuove attività di CSR per il sostegno di iniziative a livello locale in diversi paesi. In Italia sono stati definiti quattro progetti di sostegno della comunità locale di Saluggia e del vercellese, con l'acquisto di dispositivi per favorire l'istruzione nelle scuole e il supporto agli anziani e ai portatori di handicap. Ha collaborato con l'associazione Libera di Don Ciotti per la lotta alle mafie e finanziato la campagna di prevenzione oncologica a favore della L.I.L.T. (Lega Italiana per la Lotta contro i Tumori). Negli Stati Uniti sono stati promossi progetti di educazione scientifica presso le scuole superiori locali. In Cina vengono erogate borse di studio agli studenti più meritevoli e vengono promosse campagne di sensibilizzazione sull'importanza della diagnosi presso la popolazione anziana. Attività simili vengono intraprese e portate avanti anche in Israele e in Benelux.
Dal 2016 in Italia DiaSorin promuove il concorso Mad For Science dedicato agli studenti dei licei scientifici. Gli studenti possono partecipare per far vincere alla propria scuola dei fondi per l'implementazione e manutenzione di un laboratorio scientifico.

## Collaborazioni
DiaSorin nel tempo ha stretto delle partnership per sviluppare linee di business congiunte. Tra queste le partnership con Qiagen, per lo sviluppo di una soluzione automatizzata per la diagnosi della tubercolosi latente e per la diagnosi precoce della malattia di Lyme (Borreliosi di Lyme) e con Beckman Coulter, per la registrazione nel mercato statunitense dei test automatizzati per l'analisi delle epatiti e retrovirus.

## Business
- Immunodiagnostica
- Diagnostica molecolare
- [Post-closing: Life Science]

## Dati finanziari
La società è quotata in Borsa Italiana dal 2007 e oggi nell'indice FTSE MIB.
| (in milioni di Euro)               | 2007  | 2008  | 2009  | 2010  | 2011  | 2012  | 2013  | 2014  | 2015  | 2016  | 2017  | 2018  | 2019  | 2020  | 2021    | 2022    | 2023    |
| ---------------------------------- | ----- | ----- | ----- | ----- | ----- | ----- | ----- | ----- | ----- | ----- | ----- | ----- | ----- | ----- | ------- | ------- | ------- |
| Ricavi delle vendite e prestazioni | 202,3 | 244,6 | 304,1 | 404,5 | 440   | 433,7 | 434,8 | 443,7 | 449,1 | 569,3 | 637,5 | 669,2 | 706,3 | 881,3 | 1.237,7 | 1.361,1 | 1.148,2 |
| Costo del venduto                  | 74,2  | 84    | 90,4  | 1198  | 126,1 | 136,4 | 135,1 | 145   | 157,2 | 180,1 | 205,5 | 214,4 | 217,6 | 278,4 | 412,9   | 460,5   | 407     |
| Margine lordo                      | 128   | 160,6 | 213,6 | 284,7 | 313,8 | 297,3 | 299,6 | 298,7 | 341,8 | 389,1 | 431,9 | 455,8 | 488,7 | 602,9 | 824,8   | 900,6   | 741,2   |
| Risultato Operativo (EBIT)         | 46    | 70,7  | 105,4 | 145,5 | 163,3 | 140,2 | 134,6 | 129,8 | 152   | 172,6 | 184,4 | 204,5 | 217,9 | 324,2 | 419,5   | 351,3   | 216,3   |
| Risultato ante imposte             | 42,8  | 59,8  | 102,7 | 144,9 | 158,2 | 137,4 | 129,3 | 128,1 | 150,1 | 168,1 | 178,7 | 204,4 | 216,3 | 321,4 | 399,3   | 325,9   | 201,2   |
| Risultato d'esercizio              | 25,2  | 37,4  | 70    | 90,4  | 99,6  | 87,6  | 83,1  | 84    | 100,5 | 112,6 | 139,8 | 158,1 | 175,7 | 248,3 | 310,7   | 240,1   | 158,5   |
| EBITDA                             | 60    | 85,6  | 122,6 | 167,1 | 190   | 169,5 | 163   | 160,2 | 184,9 | 217,3 | 237,9 | 255,4 | 276,8 | 385,3 | 515,5   | 497,3   | 353,1   |

## Azionariato
| Azionista                     | Quota  |
| ----------------------------- | ------ |
| Finde SS                      | 60,06% |
| Mercato                       | 26,66% |
| Carlo Rosa                    | 8,451% |
| Even Chen Menachem            | 2,805% |
| T. Rowe Price Associates, Inc | 2,024% |

Dati aggiornati al 27 aprile 2021.

## Management
| Carica                              | Nominativo         |
| ----------------------------------- | ------------------ |
| Chairman                            | Michele Denegri    |
| Chief Executive Officer             | Carlo Rosa         |
| Chief Financial Officer             | Piergiorgio Pedron |
| Chief Commercial Officer            | Chen Even          |
| Senior Corporate VP Human Resources | Stefano Ronchi     |
| President Luminex                   | Angelo Rago        |